# بوسو
شهر بوسو (به فرانسوی: Boussu) در شهرستان من  در استان انو  در منطقه فدرال والوون در کشور بلژیک واقع شده‌است.